# الشتات التركي

خريطة الشتات التركي في العالم.
تركيا
1.000.000
100.000
10.000
1.000

الشتات التركي ( (بالتركية: Türk diasporası)‏ أو Türk gurbetçiler ) يشير إلى الأشخاص من أصل تركي الذين هاجروا من، أو ينحدرون من نسل المهاجرين، من جمهورية تركيا أو شمال قبرص أو غيرها من الدول القومية الحديثة التي كانت ذات يوم جزءًا من الإمبراطورية العثمانية السابقة. ولذلك، فإن الشتات التركي لا يتكون فقط من أشخاص ذوي جذور من البر الرئيسي للأناضول وتراقيا الشرقية (أي الحدود التركية الحديثة)؛ بل تتكون أيضًا من مجتمعات تركية تركت أيضًا المناطق التقليدية للمستوطنات التركية في البلقان (مثل بلغاريا واليونان ومقدونيا الشمالية ورومانيا وغيرها)، وجزيرة قبرص ، ومنطقة مسخيتيا في جورجيا ، و العالم العربي (مثل الجزائر ، العراق ، لبنان ).